# Sofie Mangertseder
Sofie Mangertseder (* 28. Oktober 1996) ist eine deutsche Radsportlerin, die auf Straße und Bahn aktiv ist.

## Sportliche Laufbahn
Als Juniorin errang Sofie Mangertseder bei den deutschen Bahnmeisterschaften im Cottbuser Radstadion drei Medaillen: jeweils eine silberne in der Einer- und in der Mannschaftsverfolgung (mit Katja Breitenfellner, Laura Süßemilch und Isabell Seif) sowie eine bronzene im Punktefahren.
Zwei Jahre später wurde sie an gleicher Stelle gemeinsam mit Tatjana Paller, Katja Breitenfellner und Laura Süßemilch deutsche Meisterin in der Mannschaftsverfolgung.

## Erfolge
2016
- Deutsche Meisterin – Mannschaftsverfolgung (mit Tatjana Paller, Katja Breitenfellner und Laura Süßemilch)

## Teams
- 2015 Maxx-Solar Women Cycling Team